# Royal Indian Artillery
Le Royal Regiment of Indian Artillery, généralement connu sous le nom de Royal Indian Artillery (RIA), était un corps administratif de l'armée indienne britannique. La Compagnie des Indes orientales leva la première compagnie régulière d'artillerie en 1748, avec un petit pourcentage d'artilleurs indiens appelés Gun Lashkars, Tindals et Serangs. 
Quelques batteries de montagne indiennes, dirigées par les Britanniques, furent créées au XIXe siècle et faisaient partie de la Royal Artillery. La RIA de l'armée britannique des Indes fut recréée le 28 septembre 1827 dans le cadre de la Bombay Army, une armée de la présidence de Bombay. L'unité fut ensuite rebaptisée « 5 Bombay Mountain Battery » et impliqué dans la première guerre anglo-afghane (1839–1842). La rébellion indienne de 1857 fut déclenchée à Meerut le 10 mai 1857, principalement par l'artillerie indigène de la Bengal Army (en), à la suite de laquelle toutes les unités d'artillerie indiennes furent interdites sauf les batteries d'artillerie de montagne, bien que pour son service pendant la rébellion indienne, le major Richard Keatinge de la Bombay Artillery, reçut la Croix de Victoria en 1858.
La RIA a connu un service important pendant la Première Guerre mondiale, en Afrique de l'Est, à Gallipoli, en Mésopotamie et en Palestine.
Le 3e régiment antichar de l'artillerie indienne, maintenant 8e régiment de campagne (Inde), a servi avec la 34e division indienne dans le cadre de la garnison de Ceylan.
Le titre royal a été conféré au régiment en 1945. La Partition des Indes en 1947 a entraîné la division de la RIA entre les régiments d'artillerie nouvellement formés de l'Inde et du Pakistan.
Le membre le plus célèbre de l'unité était Umrao Singh (en), qui reçut la Croix de Victoria pendant la Seconde Guerre mondiale.